# Société de mathématiques appliquées et de mécanique
Pour les articles homonymes, voir Gamm.
La Société de mathématiques appliquées et de mécanique (en allemand : Gesellschaft für Angewandte Mathematik und Mechanik, souvent désignée par l'acronyme GAMM) est une société savante allemande pour la promotion des sciences, fondée en 1922 par le physicien Ludwig Prandtl et le mathématicien Richard von Mises.

## Activités
En 1958, le GAMM et l'Association for Computing Machinery ont travaillé ensemble sur le Rapport ALGOL 58 (en) lors d'une réunion à Zurich.
La GAMM décerne chaque année le prix Richard-von-Mises à un jeune chercheur pour des travaux remarquables dans le champ des mathématiques et de la mécanique.
La Société a plus de 2 000 membres[réf. nécessaire]. La présidente est la professeure Heike Faßbender de l'université technique de Brunswick). Elle est membre de la Société mathématique européenne.